# Francavilla Angitola
Francavilla Angitola är en ort och kommun i provinsen Vibo Valentia i regionen Kalabrien i Italien. Kommunen hade 1 906 invånare (2017).